# Kwas 1-N-naftyloftalamowy
Kwas 1-N-naftyloftalamowy – organiczny związek chemiczny, monoamid naftalidynowy kwasu ftalowego. Stosowany jako środek chwastobójczy do zwalczania chwastów dwuliściennych.